# Мюльдорфер, Йозеф

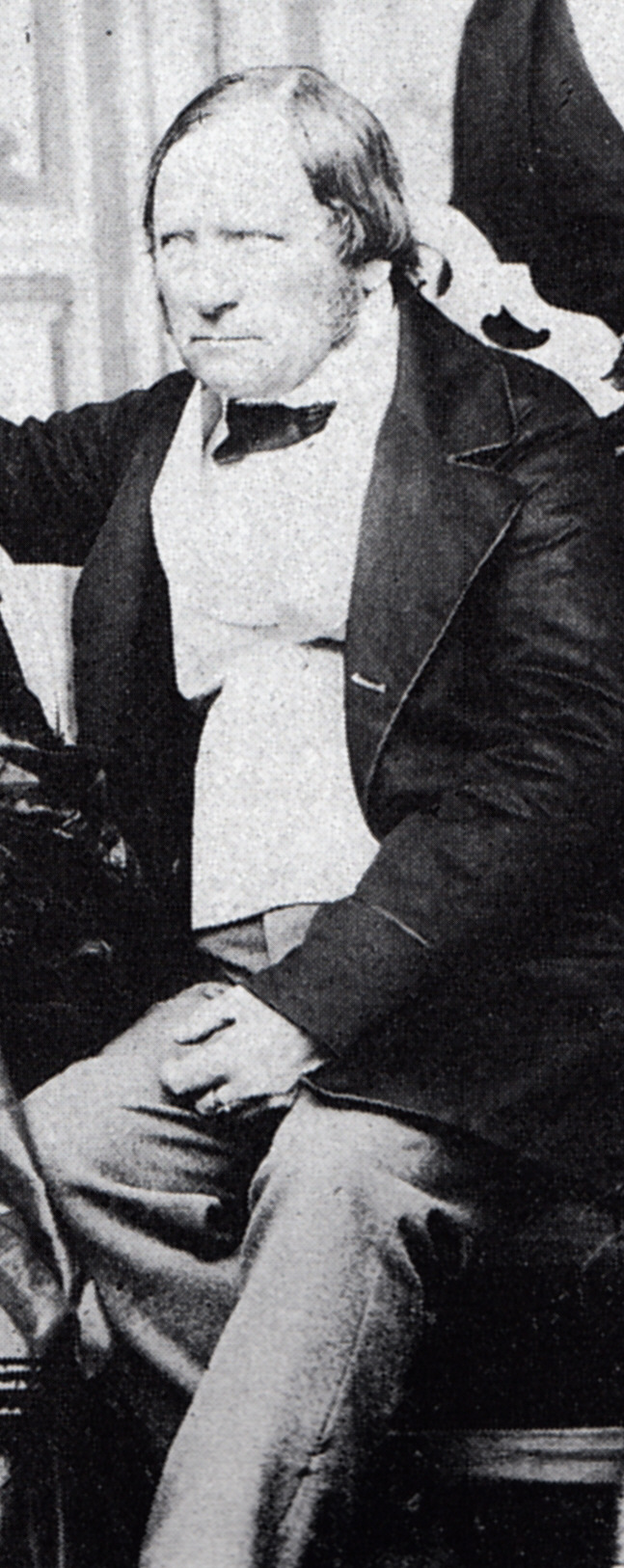
Йозеф Мюльдорфер

Йозеф Мюльдорфер (также Мюльдёрфер, нем. Josef Mühldorfer или Mühldörfer; 10 апреля 1800, Мерсбург — 8 марта 1863, Мангейм) — немецкий театральный инженер и декоратор.
Вырос в Мюнхене, пел в детском хоре оперного театра, с 14 лет работал в театре марионеток, в 16 лет поступил декоратором в загородный летний театр. С 1818 г. театральный машинист в Байройте, с 1822 г. в Нюрнберге, в 1826 г. ведал перестройкой сценических механизмов в Ахене, с 1828 г. работал в Кёльнской опере. В 1829 г. в составе ахенской труппы, гастролировавшей в Париже, работал на сцене Опера-комик. С 1832 г. по пожизненному контракту работал в Мангеймской опере, полностью её перестроив. В то же время по проектам Мюльдорфера строились или реконструировались и другие театральные сцены — в том числе Национальный театр в Бухаресте (1846—1852). Мюльдорфера приглашали для организации особо сложных в техническом отношении постановок — например, для создания протекающей по сцене реки во втором акте премьерной постановки оперы Жака Мейербера «Динора» в Опера-комик (1859). Ассистентом Мюльдорфера в его поздних работах выступал его сын Вильгельм (1835—1867).